# Clima francese
Il clima francese muta radicalmente da zona a zona, anche se, grazie alla sua posizione geografica, la Francia gode sicuramente di temperature miti che variano da quelle mediterranee della Costa Azzurra e di tutte le altre nell'estremo sud del paese a quelle oceaniche fresche o anche fredde della costa occidentale che si affaccia sull'Atlantico, fino ad avere piogge molto frequenti e temperature basse (ma con grandi escursioni termiche annue) nelle aree del nord dello Stato. In Francia si possono distinguere almeno quattro regioni climatiche principali:
- Quella a clima oceanico umido, presente su tutta la fascia atlantica sino ai Pirenei e sulla Manica, latitudinalmente al centro del paese, e caratterizzata da venti molto forti in estate ed autunno, ci sono piogge molto frequenti nelle stagioni intermedie, anche nevose in inverno, ma molto rare in estate. Le temperature non esageratamente rigide in inverno, ma sono fresche e gradevoli in estate, mai alte.
- Quella a clima semicontinentale, che comprende l'area del Rodano e quasi tutti i massicci montuosi del Paese, oltre alla Lorena ed alla Alsazia. Caratterizzata da inverni secchi, gelidi e ventosi ed estati gradevoli, anche se calde in Alsazia. La pluviometria, in questa area climatica, è singolare: circa l'85 % delle precipitazioni avvengono in inverno. Esse sono molto spesso nevose.
- Quella a clima continentale di foresta, nella zona di Parigi e in tutta la zona nord della Francia, caratterizzata da inverni molto freddi ed estati abbastanza calde, ma piovose, in contrasto con la siccità primaverile ed autunnale.
- Quella a clima tirrenico o mediterraneo, con scarse escursioni termiche, sia diurne che annue. Le precipitazione si concentrano in inverno e in primavera, mentre gli inverni sono miti ed asciutti e le estati sono calde, ma gradevolmente ventilate.

In sintesi, possiamo dire che il clima francese è, nel suo complesso, una sorta di transizione tra il clima molto caldo e con forti escursioni termiche (diurne ed annue) italoispanico ed ellenico, e quello molto fresco o freddo ed assai piovoso e ventoso delle, più a nord, Isole britanniche.